# Azovè

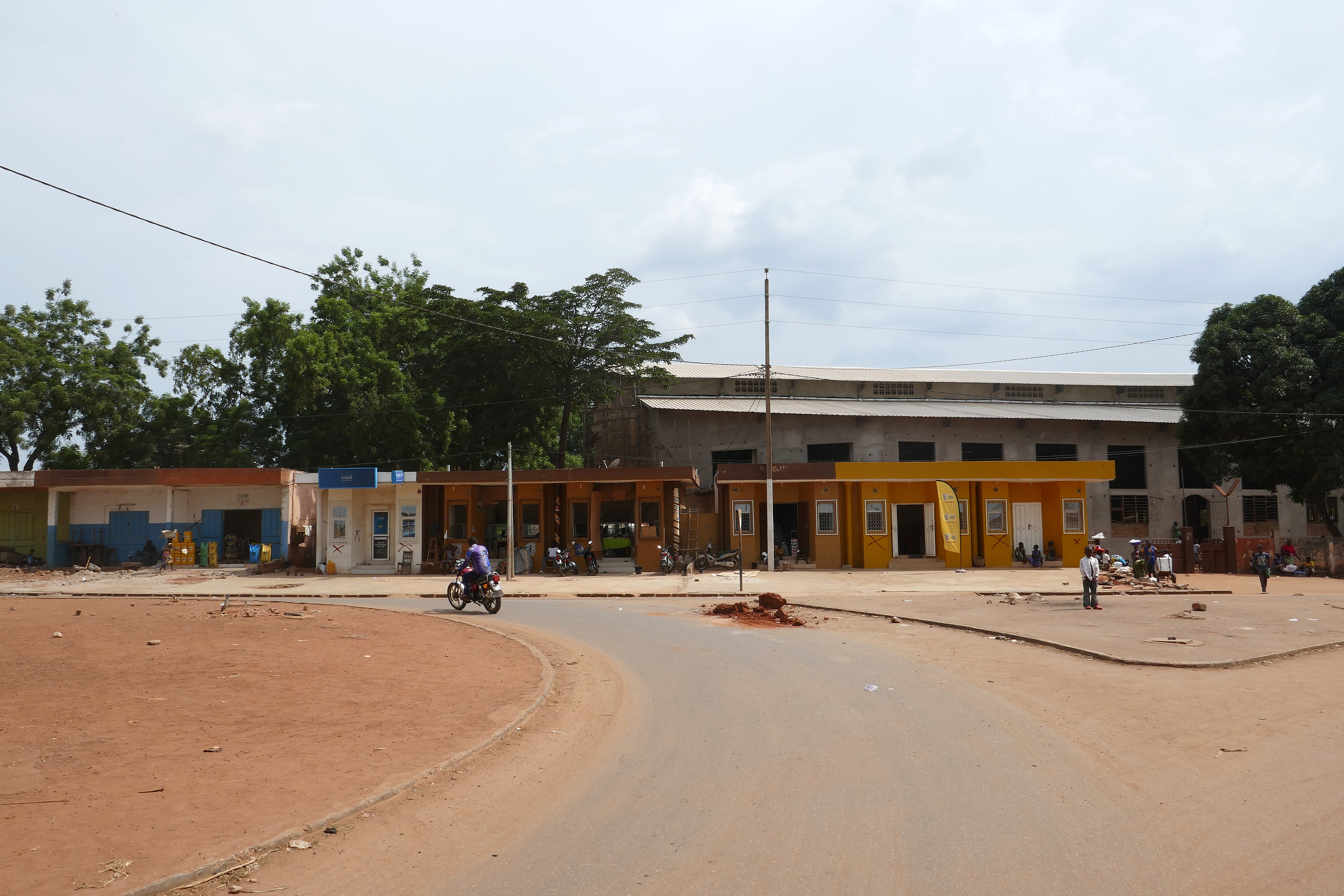
Azovè (2017)

Azovè  ist ein Ort und ein Arrondissement im Département Atakora in Benin. Es ist eine Verwaltungseinheit, die der Gerichtsbarkeit der Kommune Aplahoué untersteht. Gemäß der Volkszählung von 2013 hatte Azovè 44.210 Einwohner, davon waren 20.980 männlich und 23.230 weiblich.
Der Ort liegt östlich von Aplahoué und direkt an der Grenze zur Kommune Djakotomey.